# Manari
Manari este un oraș în Pernambuco (PE), Brazilia.